# Aston Martin Atom
L'Atom è stato un prototipo di autovettura prodotto dalla Aston Martin nel 1939.

## Sviluppo
Il progetto della Atom incominciò prima dello scoppio della seconda guerra mondiale, ed era mirato ad ottenere una vettura di lusso dalle dimensioni più contenute possibili (da ciò deriva il nome Atom). Dopo la costruzione del mezzo e i conseguenti test del 1939, la Atom servi come vettura personale di Gordon Sutherland durante il periodo bellico durante il quale la casa automobilistica britannica produsse componenti aeronautiche.
David Brown decise di acquistare la Aston Martin dopo aver guidato questa vettura, la quale fece da base alla successiva DB1.

## Tecnica
Questa vettura è stata tra le prime concept car ad essere realizzate completamente funzionanti. Disegnata da Claude Hill, la Atom era dotata di un telaio tubolare e di un corpo vettura aerodinamico in alluminio. La carrozzeria era saloon quattro porte.
In origine aveva installato il medesimo motore montato sulla 15/98, ovvero un quattro cilindri in linea da 2 L di cilindrata che erogava 98 CV di potenza. Nel 1944 il propulsore venne aggiornato, ma la cilindrata rimase pressoché la stessa. Il motore era installato anteriormente, mentre la trazione era posteriore. Così configurata la vettura aveva una velocità massima di 160 km/h.
Gordon Armstrong fu il responsabile per la progettazione delle sospensioni, formate da due bracci longitudinali paralleli abbinati a molle elicoidali nella sezione anteriore e da un asse Salisbury con molle semi-ellittiche in quella posteriore. L'impianto frenante era costituito da quattro freni a tamburo idraulici. Il cambio a 4 marce era un Cotal elettromagnetico, governato con una piccola leva.